# Kniphofia ankaratrensis
Kniphofia ankaratrensis är en grästrädsväxtart som beskrevs av John Gilbert Baker. Kniphofia ankaratrensis ingår i Fackelliljesläktet som ingår i familjen grästrädsväxter. Inga underarter finns listade i Catalogue of Life.